# منارة غزة
منارة غزة هو مشروع أنشئ عام 2016 يعتمد على إعادة تدوير مخلفات الحرب وتحويلها إلى عمل بصري معاصر يُعرض في الفضاء العام، ليؤكد قدرة الإبداع على مواجهة الأزمات وإرسال رسائل الحياة من بين الركام.
أُنشئ هذا المشروع في قطاع غزة، بفضل جهود الفنان التشكيلي شريف سرحان. حيث يصل طول المنارة إلى 14 متراً وقطرها 2.5 متر ووزنها يصل إلى 10 أطنان. كما افتُتحت منارة غزة خلال فعالية نظمتها وزارة الثقافة بالشراكة مع وزارة النقل في ميناء غزة. أكدت الفعالية أن المشروع يجسد التحدي الفلسطيني في مواجهة الاحتلال، وتحويل آثار الحروب إلى رموز للفن والثقافة، وتزامناً مع حملة 16 يوماً للقضاء على العنف ضد المرأة، أُضيئت منارة غزة باللون البرتقالي للتأكيد على أهمية مناهضة العنف ضد النساء. شارك في الحدث نشطاء محليون ودوليون، ووجهت المؤسسات النسوية دعوات للوقوف إلى جانب قضايا المرأة وتعزيز حقوقها.

## مراحل التنفيذ
انبثقت فكرة منارة غزة بدعم من مؤسسة القطان. حيث مرت العملية بعدة مراحل وهي التخطيط والتصميم، وجمع المواد، والتنفيذ والتركيب. تتألف المنارة من عنصرين رئيسيين هما القاعدة التي تتكون من بقايا عمارات سكنية مدمرة في أبراج الندى شمال قطاع غزة وأحجار منازل مهدمة في جباليا، والجزء العلوي الذي يضم عموداً لسكة حديدية جرفته أمواج البحر على شاطئ غزة، بالإضافة إلى أدوات منزلية مثل أغطية الألمنيوم وطناجر جمعها الفريق من حي الشجاعية.

## أهداف المشروع
يهدف المشروع إلى إيصال الفن إلى العامة من خلال عرض الأعمال الفنية في الأماكن العامة بعيداً عن صالات العرض التقليدية، وتشجيع الفنانين الشباب بإلهامهم لاستخدام المواد المحلية ومخلفات الحرب في أعمالهم، كما يعزز الأمل والسلام من خلال تقديم رسالة إيجابية، خاصة للأطفال والشباب، بأن الحياة تستمر رغم كل الصعوبات. كما ساهمت المنارة في تنشيط الحركة الفنية في قطاع غزة، حيث زادت الفعاليات الإبداعية مثل رسم الجداريات وتنظيم المهرجانات، كما أظهرت المنارة الإمكانيات الإبداعية لدى الفنانين المحليين، مما عزز حضور غزة على الخارطة الثقافية والفنية.